# Domingo Patricio
Domingo Patricio (20 de noviembre de 1966 - Mataró, Barcelona, España), es un flautista español cuyo principal trabajo artístico se ha destacado en el flamenco y el jazz.

## Biografía
Comienza su formación musical a los once años en el Conservatorio del Liceo de Barcelona, estudiando solfeo y flauta. Debuta como solista de música clásica en 1982 interpretando Ill Cardellino de Vivaldi, junto a la Orquesta de Cámara del Liceo de Barcelona. Sus intereses pronto giraron hacia el flamenco y el jazz, colaborando con artista y grupos como Jaleo, Juan Manuel Cañizares, Enrique Morente, Sara Baras, Paco de Lucía, Pepe de Lucía, Vicente Amigo, Mark Ledford, Juan Carmona etcétera.

## Colaboraciones artísticas
Forma parte del grupo de Sara Baras como intérprete y colaborando en la composición musical de los espectáculos Sueños. Con Enrique Morente, Domingo participa en los directos de Misa Flamenca y Omega. Junto al guitarrista Diego Cortés, formó parte del grupo de fusión Jaleo. Con el guitarrista Juan Manuel Cañizares participa en los discos Noches de Imán y Luna como flautista y en Punto de Encuentro como flautista y arreglista, actuando con él en espectáculos en directo. También es el flautista de la formación actual (2009) de Paco de Lucía.

## Discografía
Ha publicado los siguientes discos:

### Como líder
- 2007 Domingo Patricio, disco de flamenco producido por él mismo y Rafael Cortés (21 de diciembre de 1973 - Gelsenkirchen, Alemania) con la coproducción musical de Carles Benavent. Participan el bajista Benavent, el guitarrista Rafael Cortés y el percusionista David Huertas.

### Colaboraciones
- 1996 El orgullo de mi Padre, disco de Pepe de Lucía y Paco de Lucía. Sello: Nuevos Medios.
- 1997 Noches de Imán y Luna, disco de Juan Manuel Cañizares. Participa como flautista. Sello: Nuevos Medios.
- 2000 Punto de Encuentro, obra de Juan Manuel Cañizares. Participa como flautista y arreglista. Sello: EMI.
- 2000 Ciudad de las Ideas, obra de Vicente Amigo. Sello: BMG.
- 2004 Para que no se duerman mis sentidos, disco de Manolo García. Sello: ARIOLA.